# بارطشية تشيلية
بارطشية تشيلية (الاسم العلمي:Bartsia chilensis) هو نوع من النباتات يتبع جنس البارطشية من الفصيلة الهالوكية.